# Constitución catalana (ley)
Una constitución catalana (del latín: cum «con», y statuere «establecer») era una ley convalidada por el rey en las cortes catalanas tras paccionarla con los estamentos que la formaban. Dicha figura jurídica específicamente catalana fue creada en las cortes de Barcelona de 1283 cuando el rey Pedro III de Aragón se comprometió a no volver en cuestión  sin la previa autorización de las cortes catalanas. Desde el punto de vista formal una constitución se caracterizaba por su supremacía absoluta sobre cualquier otra norma legal, ya fuera del propio ordenamiento jurídico catalán —capítulo de corte o acto de corte—, ya fuera de iniciativa real -pragmática sanción, real decreto, real cédula o real orden—, a la par que, desde 1599, sólo podía ser revocada por las propias cortes catalanas. Hay que tener en cuenta que el concepto de “Estado” tal y conocemos hoy en día no fue creado hasta pasada La Paz de Westfalia.
Dado que el derecho catalán no era codificado sino compilado, tras la celebración de una corte y la aprobación de la nueva legislación se realizaba una compilación de las constituciones catalanas que quedaban vigentes a partir de ese momento. En 1714 dicha figura jurídica fue derogada y mediante los decretos de nueva planta Felipe V, tras la Guerra de Sucesión Española.

## Características

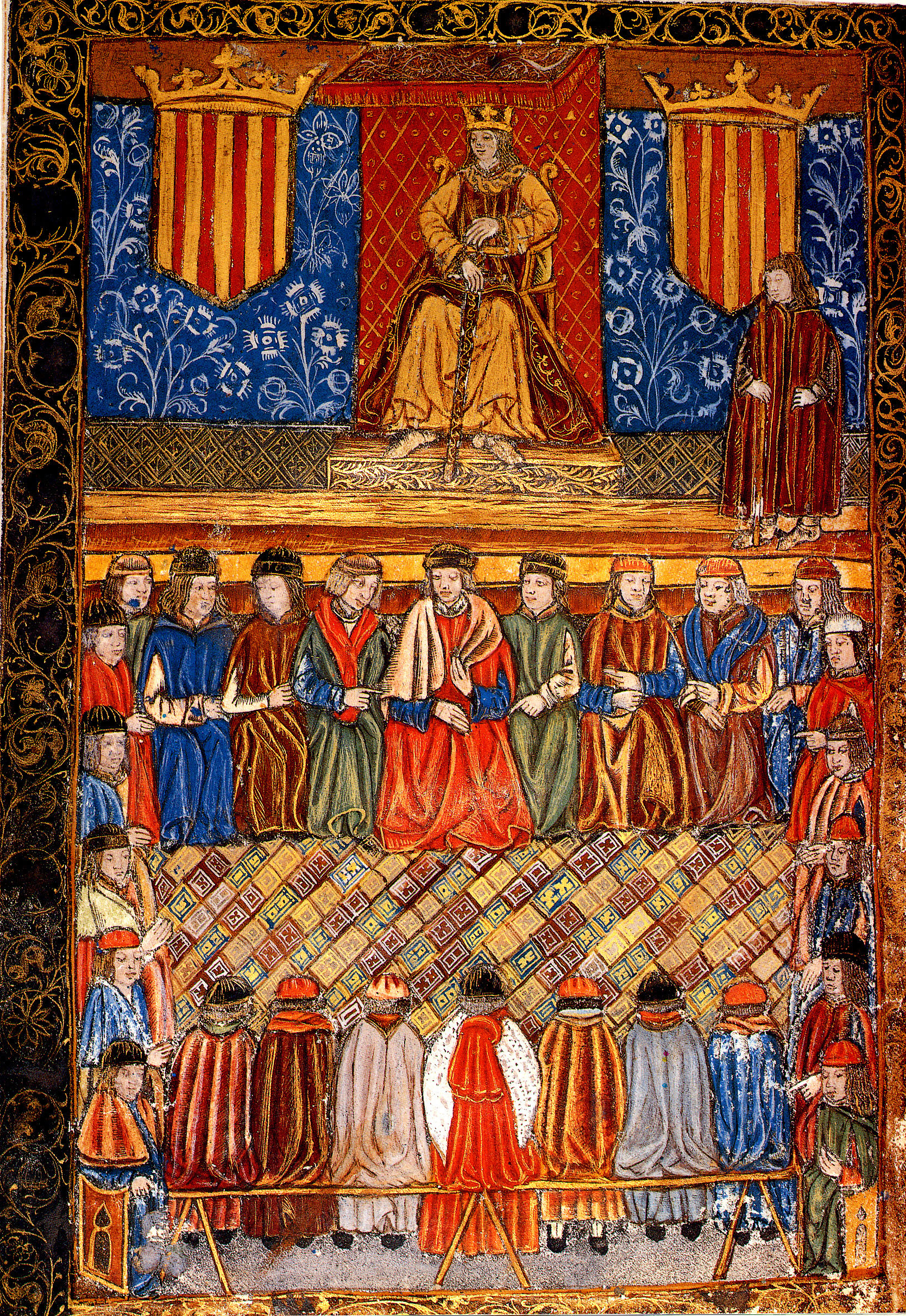
Fernando II de Aragón celebrando cortes catalanas. Frontis de la compilación de 1495 de las Constituciones catalanas (Barcelona, Pedro Michel y Diego de Gumiel).

Dado que una constitución era resultado del pacto entre el rey y los estamentos los juristas como Guillermo de Vallseca (1340—1412) Postillae super constitutionibus Cataloniae, Jaime Marquilles (1368—1451) Commentaria super Usaticis Barchinonensis, y Tomás Mieres (1400-1474) Apparatus super constitutionibus et capitulis Curiarum generalium Cathaloniae, las calificaron de derecho paccionado. Estos juristas insistieron en el aspecto de que la «real voluntad» del monarca no tenía fuerza de ley si esta se oponía a una constitución. Ante el creciente autoritarismo de los monarcas el jurista Juan Pedro Fontanella (1575-1649) Sacri senatus Cathaloniae decissiones insistía en que el rey no sólo no podía legislar por sí solo, sino que invocando la constitución de la Observancia debía además someterse como cualquier otro de sus vasallos al cumplimiento y obediencia de las constituciones catalanas; otros juristas como Ripoll, Xetmar y Oliva elogiaron su superioridad sobre cualquier otra norma legal. Dado su carácter supremo podía modificar cualquier otra norma legal de rango inferior e invalidar usajes, costumbres y privilegios personales, corporativos y locales, incluso aunque estos hubieran sido otorgados con la condición de irrevocables y perpetuos. Las constituciones tenían por finalidad adecuar el derecho común a las necesidades del momento y suplir aspectos no previstos por este; dicha vinculación al derecho común originado por la paulatina admisión del derecho romano adoptándolo al derecho canónico fue tan intensa que en las compilaciones de las constituciones del 1495, de 1585 y de 1702 se siguió la sistemática del código de Justiniano.